# 제2차 기시다 내각
제2차 기시다 내각(일본어: 第2次岸田内閣)은 중의원 의원, 자유민주당 총재 기시다 후미오가 제101대 내각총리대신으로 임명되어, 2021년 11월 10일부터 2022년 8월 10일까지 존재한 일본의 내각이다.
자유민주당과 공명당의 연립 내각이다.

## 개요
2021년 10월 4일에 발족한 제1차 기시다 내각에서 14일 중의원 해산을 단행하여 31일에 치른 제49회 중의원 의원 총선거에서 자유민주당과 공명당이 과반수 이상의 의석 수를 획득하여 기시다 정권의 연임이 사실상 결정됨에 따라, 11월 10일에 소집된 제206회 특별 국회에서 국회 총리 지명 선거를 거친 후 고쿄에서의 친임식 및 인증식을 거쳐 발족했다.
자유민주당 간사장 아마리 아키라가 제49회 총선거에서 자신의 선거구(가나가와현 제13구)에서 낙선(단, 비례 부활 당선)함에 따라 선거 결과에 대한 책임을 지고 사임하여, 11월 4일에 외무대신 모테기 도시미쓰가 후임 간사장으로 부임했기 때문에, 기시다 후미오 총리가 제1차 내각이 총사퇴할 때까지 외무대신을 겸임했다. 전임 내각 출범 후 1개월 남짓한 사정을 고려하여 후임 외무대신에 하야시 요시마사를 기용한 것 외에는 전임 내각 각료들이 거의 재임명한 모양새가 됐다.
2022년 3월 31일로 올림픽 담당 대신이 폐지됨에 따라 국무대신 인원 증원분이 없어지면서 상한선이 1명 줄어들었다. 이날 부로 기시다 내각의 각료도 1명 줄어들면서 올림픽 담당 대신이던 호리우치 노리코가 퇴임하였다. 호리우치가 겸무하고 있던 백신 접종 추진 담당 대신은 4월 1일부터 마쓰노 히로카즈 내각관방장관이 겸무하게 됐으며 올림픽 담당 대신의 업무는 스에마쓰 신스케 문부과학대신이 맡게 됐다.
2022년 7월 8일 참의원 선거 응원 연설 도중 나라현 나라시에서 아베 신조 피살 사건이 발생했다. 총리대신 관저에서 마쓰노 히로카즈 내각관방장관이 긴급 기자회견을 가졌고, 기시다 후미오는 외유 중인 하야시 요시마사 외무대신 이외의 각료를 도쿄로 긴급히 불러들여 대응에 나서게 됐다.
2022년 7월 10일에 치른 제26회 일본 참의원 의원 통상선거에서 참의원 의원이던 농림수산대신 가네코 겐지로와 국가공안위원회 위원장 니노유 사토시가 입후보하지 않고 같은 달 25일 임기 만료와 함께 정계에서 은퇴했으나 개각까지는 민간인 각료로서 연임했다.
2022년 8월 2일, 노다 세이코가 내각총리대신 임시 대리로서 국무회의를 주재했다. 여성 각료에 의한 국무회의를 주재한 것은 이례적이다.

## 국회 총리 지명 선거
| 중의원 내각총리대신 지명 선거 총 투표수 465명 중 과반수인 233명 득표 필요 | 중의원 내각총리대신 지명 선거 총 투표수 465명 중 과반수인 233명 득표 필요 | 중의원 내각총리대신 지명 선거 총 투표수 465명 중 과반수인 233명 득표 필요 | 중의원 내각총리대신 지명 선거 총 투표수 465명 중 과반수인 233명 득표 필요 |
| 내각총리대신 후보                                                         | 내각총리대신 후보                                                         | 득표수                                                                    | 득표수                                                                    |
| 내각총리대신 후보                                                         | 내각총리대신 후보                                                         | 정당별                                                                    | 총계                                                                      |
| ------------------------------------------------------------------------- | ------------------------------------------------------------------------- | ------------------------------------------------------------------------- | ------------------------------------------------------------------------- |
|                                                                           | 기시다 후미오                                                             | 자유민주당(262), 공명당(29), 무소속(2), 의장(1)                           | 297 / 465                                                                 |
|                                                                           | 에다노 유키오                                                             | 입헌민주당(95), 일본공산당(10), 사회민주당(1), 무소속(1), 부의장(1)       | 108 / 465                                                                 |
|                                                                           | 가타야마 도라노스케                                                       | 일본유신회(41)                                                            | 41 / 465                                                                  |
|                                                                           | 다마키 유이치로                                                           | 국민민주당(11)                                                            | 11 / 465                                                                  |
|                                                                           | 기라 슈지                                                                 | 유지회(5)                                                                 | 5 / 465                                                                   |
|                                                                           | 야마모토 다로                                                             | 레이와 신센구미(3)                                                        | 3 / 465                                                                   |
| 출처: 206th Diet Session (House of Representatives)                       |                                                                           |                                                                           |                                                                           |

| 참의원 내각총리대신 지명 선거 총 투표수 242명 중 과반수인 122명 득표 필요 | 참의원 내각총리대신 지명 선거 총 투표수 242명 중 과반수인 122명 득표 필요 | 참의원 내각총리대신 지명 선거 총 투표수 242명 중 과반수인 122명 득표 필요           | 참의원 내각총리대신 지명 선거 총 투표수 242명 중 과반수인 122명 득표 필요 |
| 내각총리대신 후보                                                         | 내각총리대신 후보                                                         | 득표수                                                                              | 득표수                                                                    |
| 내각총리대신 후보                                                         | 내각총리대신 후보                                                         | 정당별                                                                              | 총계                                                                      |
| ------------------------------------------------------------------------- | ------------------------------------------------------------------------- | ----------------------------------------------------------------------------------- | ------------------------------------------------------------------------- |
|                                                                           | 기시다 후미오                                                             | 자유민주당·국민의 목소리(108), 공명당(28), 무소속(4), 의장(1)                       | 141 / 245                                                                 |
|                                                                           | 에다노 유키오                                                             | 입헌민주당·사회민주당(44), 일본공산당(13), 오키나와의 바람(1), 무소속(1), 부의장(1) | 60 / 245                                                                  |
|                                                                           | 가타야마 도라노스케                                                       | 일본유신회(15)                                                                      | 15 / 245                                                                  |
|                                                                           | 다마키 유이치로                                                           | 국민민주당·신록풍회(15)                                                             | 15 / 245                                                                  |
|                                                                           | 야마모토 다로                                                             | 레이와 신센구미(2), 무소속(1)                                                       | 3 / 245                                                                   |
|                                                                           | 가다 유키코                                                               | 벽수회(2)                                                                           | 2 / 245                                                                   |
|                                                                           | 와타나베 요시미                                                           | 모두의 당(2)                                                                        | 2 / 245                                                                   |
|                                                                           | 이토 다카에                                                               | 무소속(1)                                                                           | 1 / 245                                                                   |
|                                                                           | 이하 요이치                                                               | 오키나와의 바람(1)                                                                  | 1 / 245                                                                   |
|                                                                           | 기권                                                                      | 무소속(2)                                                                           | 2 / 245                                                                   |
| 출처: 206th Diet Session (House of Councillors)                           |                                                                           |                                                                                     |                                                                           |

## 국무대신
- 2021년 11월 10일 임명

소속 정당·출신:
     자유민주당(기시다파)      자유민주당(모테기파)      자유민주당(아소파)      자유민주당(아베파)      자유민주당(니카이파)
     자유민주당(모리야마파)      자유민주당(다니가키G)      자유민주당(이시바G)      자유민주당(무파벌)      공명당      중앙 성청·민간
| 직책                                                                                     | 성명              | 성명 | 소속                                              | 특명 담당 사항 | 비고                                                                                       |
| ---------------------------------------------------------------------------------------- | ----------------- | ---- | ------------------------------------------------- | --- | ------------------------------------------------------------------------------------------ |
| 내각총리대신                                                                             | 기시다 후미오     |      | 중의원 자유민주당 (기시다파)                      | | 자유민주당 총재                                                                            |
| 총무대신                                                                                 | 가네코 야스시     |      | 중의원 자유민주당 (기시다파)                      | | 재임명                                                                                     |
| 법무대신                                                                                 | 후루카와 요시히사 |      | 중의원 자유민주당 (모테기파)                      | | 재임명                                                                                     |
| 외무대신                                                                                 | 하야시 요시마사   |      | 중의원 자유민주당 (기시다파)                      | 내각총리대신 임시 대리 취임 순위 제3위                                                                                       | 재입각                                                                                     |
| 재무대신 내각부 특명담당대신 (금융 담당)                                                 | 스즈키 슌이치     |      | 중의원 자유민주당 (아소파)                        | 디플레이션 탈출 담당 내각총리대신 임시 대리 취임 순위 제4위                                                                  | 재임명                                                                                     |
| 문부과학대신                                                                             | 스에마쓰 신스케   |      | 참의원 자유민주당 (아베파)                        | 교육 재생 담당 도쿄 올림픽 경기 대회·도쿄 패럴림픽 경기 대회 담당(2022년 4월 1일 이후) 국립국회도서관 연락조정위원회 위원    | 재임명                                                                                     |
| 후생노동대신                                                                             | 고토 시게유키     |      | 중의원 자유민주당 (무파벌)                        | | 재임명                                                                                     |
| 농림수산대신                                                                             | 가네코 겐지로     |      | 참의원→민간 자유민주당 (기시다파) (다니가키 그룹) | 내각총리대신 임시 대리 취임 순위 제5위                                                                                       | 재임명 참의원 의원 임기 만료 후에 민간인 각료로서 재임 (2022년 7월 26일 ~ 2022년 8월 10일) |
| 경제산업대신 내각부 특명담당대신 (원자력 손해 배상·폐로 등 지원기구 담당)                | 하기우다 고이치   |      | 중의원 자유민주당 (아베파)                        | 산업 경쟁력 담당 러시아 경제 분야 협력 담당 원자력 경제 피해 담당 GX 실행 추진 담당(2022년 7월 27일 ~ )                      | 재임명                                                                                     |
| 국토교통대신                                                                             | 사이토 데쓰오     |      | 중의원 공명당                                     | 물 순환 정책 담당 | 공명당 부대표 재임명                                                                       |
| 환경대신 내각부 특명담당대신 (원자력 방재 담당)                                          | 야마구치 쓰요시   |      | 중의원 자유민주당 (니카이파)                      | | 재임명                                                                                     |
| 방위대신                                                                                 | 기시 노부오       |      | 중의원 자유민주당 (아베파)                        | | 재임명                                                                                     |
| 내각관방장관                                                                             | 마쓰노 히로카즈   |      | 중의원 자유민주당 (아베파)                        | 오키나와 기지 부담 경감 담당 납치 문제 담당 백신 접종 추진 담당(2022년 4월 1일 이후) 내각총리대신 임시 대리 취임 순위 제1위  | 재임명                                                                                     |
| 디지털대신 내각부 특명담당대신 (규제 개혁 담당)                                          | 마키시마 가렌     |      | 중의원 자유민주당 (아소파)                        | | 재임명                                                                                     |
| 부흥대신 내각부 특명담당대신 (오키나와 북방 대책 담당)                                   | 니시메 고사부로   |      | 중의원 자유민주당 (모테기파)                      | 후쿠시마 원전 사고 재생 총괄 담당                                                                                            | 재임명                                                                                     |
| 국가공안위원회 위원장 내각부 특명담당대신 (방재 담당) (해양 정책 담당)                   | 니노유 사토시     |      | 참의원→민간 자유민주당 (모테기파)                 | 국토 강인화 담당 영토 문제 담당 국가 공무원 제도 담당                                                                        | 재임명 참의원 의원 임기 만료 후에 민간인 각료로서 재임 (2022년 7월 26일 ~ 2022년 8월 10일) |
| 내각부 특명담당대신 (지방 창생 담당) (저출산 대책 담당) (남녀 공동 참가 담당)            | 노다 세이코       |      | 중의원 자유민주당 (무파벌)                        | 여성 활약 담당 아동 정책 담당 고독·고립 대책 담당 내각총리대신 임시 대리 취임 순위 제2위                                     | 재임명                                                                                     |
| 내각부 특명담당대신 (경제 재정 정책 담당)                                                | 야마기와 다이시로 |      | 중의원 자유민주당 (아소파)                        | 경제 재생 담당 새로운 자본주의 담당 신종 코로나 건강·위기 관리 담당 전세대형 사회 보장 담당 스타트업 담당(2022년 8월 1일 ~ ) | 재임명                                                                                     |
| 내각부 특명담당대신 (과학 기술 정책 담당) (우주 정책 담당) (경제 안전 보장 담당)         | 고바야시 다카유키 |      | 중의원 자유민주당 (니카이파)                      | 경제 안전 보장 담당 | 재임명                                                                                     |
| 내각부 특명담당대신 (소비자 및 식품 안전 담당) (쿨 재팬 전략 담당) (지적 재산 전략 담당) | 와카미야 겐지     |      | 중의원 자유민주당 (모테기파)                      | 국제 박람회 담당 공생 사회 담당 디지털 전원 도시 국가 구상 담당                                                              | 재임명                                                                                     |
| 국무대신                                                                                 | 호리우치 노리코   |      | 중의원 자유민주당 (기시다파)                      | 도쿄 올림픽 경기 대회·도쿄 패럴림픽 경기 대회 담당 백신 접종 추진 담당(2022년 3월 31일까지)                                  | 재임명 2022년 3월 31일 면직                                                                |

## 내각관방부장관·내각법제국장관
- 2021년 11월 10일 임명

| 직책            | 성명              | 성명 | 소속                          | 비고   |
| --------------- | ----------------- | ---- | ----------------------------- | ------ |
| 내각관방부장관  | 기하라 세이지     |      | 중의원 / 자유민주당(기시다파) | 재임명 |
| 내각관방부장관  | 이소자키 요시히코 |      | 참의원 / 자유민주당(기시다파) | 재임명 |
| 내각관방부장관  | 구류 슌이치       |      | 사무 담당 / 경찰청            | 재임명 |
| 내각법제국 장관 | 곤도 마사하루     |      | 전 내각법제차장 / 경제산업성  | 재임명 |

## 내각총리대신 보좌관
- 2021년 11월 10일 임명

| 직책 | 성명          | 성명 | 소속                               | 비고                                            |
| --- | ------------- | ---- | ---------------------------------- | ----------------------------------------------- |
| 내각총리대신 보좌관 (국가 안전 보장에 관한 중요 정책 담당)                                                    | 기하라 세이지 |      | 중의원 / 자유민주당(기시다파)      | 재임명 내각관방부장관 겸무 2021년 12월 3일 면직 |
| 내각총리대신 보좌관 (국제 인권 문제 담당)                                                                     | 나카타니 겐   |      | 중의원 / 자유민주당(다니가키 그룹) |                                                 |
| 내각총리대신 보좌관 (국내 경제 기타 특명 사항 담당)                                                           | 무라이 히데키 |      | 중의원 / 자유민주당(기시다파)      | 재임명                                          |
| 내각총리대신 보좌관 (여성 활약 담당)                                                                          | 모리 마사코   |      | 참의원 / 자유민주당(아베파)        |                                                 |
| 내각총리대신 보좌관 (국가 안전 보장에 관한 중요 정책 담당 및 핵군축·비확산 문제 담당)                         | 데라다 미노루 |      | 중의원 / 자유민주당(기시다파)      | 2021년 12월 3일 임명                            |
| 내각총리대신 보좌관 (국토강인화 및 부흥 등의 사회 자본 정비 및 과학 기술 이노베이션 정책 그 외 특명사항 담당) | 모리 마사후미 |      | 민간                               | 2022년 1월 1일 임명                             |

## 부대신
- 2021년 11월 11일 임명

| 직책            | 성명              | 소속                             | 비고                                  |
| --------------- | ----------------- | -------------------------------- | ------------------------------------- |
| 디지털 부대신   | 고바야시 후미아키 | 중의원 / 자유민주당(기시다파)    | 내각부 부대신 겸임 / 재임명           |
| 부흥 부대신     | 도가시 히로유키   | 중의원 / 자유민주당(이시바 그룹) | 재임명                                |
| 부흥 부대신     | 니즈마 히데키     | 참의원 / 공명당                  |                                       |
| 부흥 부대신     | 와타나베 다케유키 | 참의원 / 자유민주당(모테기파)    | 내각부, 국토교통 부대신 겸임 / 재임명 |
| 내각부 부대신   | 고바야시 후미아키 | 중의원 / 자유민주당(기시다파)    | 디지털 부대신 겸임 / 재임명           |
| 내각부 부대신   | 오노 게이타로     | 중의원 / 자유민주당(무파벌)      | 재임명                                |
| 내각부 부대신   | 기카와다 히토시   | 중의원 / 자유민주당(무파벌)      | 재임명                                |
| 내각부 부대신   | 아카이케 마사아키 | 참의원 / 자유민주당(아베파)      | 재임명                                |
| 내각부 부대신   | 이케다 요시타카   | 중의원 / 자유민주당(아베파)      | 문부과학 부대신 겸임 / 재임명         |
| 내각부 부대신   | 호소다 겐이치     | 중의원 / 자유민주당(아베파)      | 경제산업 부대신 겸임 / 재임명         |
| 내각부 부대신   | 이시이 마사히로   | 참의원 / 자유민주당(아베파)      | 경제산업 부대신 겸임 / 재임명         |
| 내각부 부대신   | 무타이 슌스케     | 중의원 / 자유민주당(아소파)      | 환경 부대신 겸임 / 재임명             |
| 내각부 부대신   | 오니키 마코토     | 중의원 / 자유민주당(모리야마파)  | 방위 부대신 겸임 / 재임명             |
| 내각부 부대신   | 사토 히데미치     | 중의원 / 공명당                  | 후생노동 부대신 겸임                  |
| 내각부 부대신   | 와타나베 다케유키 | 참의원 / 자유민주당(모테기파)    | 부흥, 국토교통 부대신 겸임 / 재임명   |
| 총무 부대신     | 다바타 히로아키   | 중의원 / 자유민주당(아베파)      | 재임명                                |
| 총무 부대신     | 나카니시 유스케   | 참의원 / 자유민주당(아소파)      | 재임명                                |
| 법무 부대신     | 쓰시마 준         | 중의원 / 자유민주당(모테기파)    | 재임명                                |
| 외무 부대신     | 오다와라 기요시   | 중의원 / 자유민주당(아베파)      | 재임명                                |
| 외무 부대신     | 스즈키 다카코     | 중의원 / 자유민주당(모테기파)    | 재임명                                |
| 재무 부대신     | 오카모토 미쓰나리 | 중의원 / 공명당                  |                                       |
| 재무 부대신     | 오이에 사토시     | 참의원 / 자유민주당(아소파)      | 재임명                                |
| 문부과학 부대신 | 다나카 히데유키   | 중의원 / 자유민주당(무파벌)      | 재임명                                |
| 문부과학 부대신 | 이케다 요시타카   | 중의원 / 자유민주당(아베파)      | 내각부 부대신 겸임 / 재임명           |
| 후생노동 부대신 | 고가 아쓰시       | 중의원 / 자유민주당(기시다파)    | 재임명                                |
| 후생노동 부대신 | 사토 히데미치     | 중의원 / 공명당                  | 내각부 부대신 겸임                    |
| 농림수산 부대신 | 다케베 아라타     | 중의원 / 자유민주당(니카이파)    | 재임명                                |
| 농림수산 부대신 | 나카무라 히로유키 | 중의원 / 자유민주당(아소파)      | 재임명                                |
| 경제산업 부대신 | 호소다 겐이치     | 중의원 / 자유민주당(아베파)      | 내각부 부대신 겸임 / 재임명           |
| 경제산업 부대신 | 이시이 마사히로   | 참의원 / 자유민주당(아베파)      | 내각부 부대신 겸임 / 재임명           |
| 국토교통 부대신 | 나카야마 노리히로 | 중의원 / 자유민주당(아소파)      | 재임명                                |
| 국토교통 부대신 | 와타나베 다케유키 | 참의원 / 자유민주당(모테기파)    | 부흥, 내각부 부대신 겸임 / 재임명     |
| 환경 부대신     | 오오카 도시타카   | 중의원 / 자유민주당(니카이파)    | 재임명                                |
| 환경 부대신     | 무타이 슌스케     | 중의원 / 자유민주당(아소파)      | 내각부 부대신 겸임 / 재임명           |
| 방위 부대신     | 오니키 마코토     | 중의원 / 자유민주당(모리야마파)  | 내각부 부대신 겸임 / 재임명           |

## 대신 정무관
- 2021년 11월 11일 임명

| 직책                | 성명              | 소속                            | 비고                                      |
| ------------------- | ----------------- | ------------------------------- | ----------------------------------------- |
| 디지털대신 정무관   | 야마다 다로       | 참의원 / 자유민주당(무파벌)     | 내각부대신 정무관 겸임 / 재임명           |
| 부흥대신 정무관     | 무네키요 고이치   | 중의원 / 자유민주당(아베파)     | 내각부대신 정무관 겸임 / 재임명           |
| 부흥대신 정무관     | 다카하시 하루미   | 참의원 / 자유민주당(아베파)     | 내각부, 문부과학대신 정무관 겸임 / 재임명 |
| 부흥대신 정무관     | 이와타 가즈치카   | 중의원 / 자유민주당(기시다파)   | 내각부, 경제산업대신 정무관 겸임 / 재임명 |
| 부흥대신 정무관     | 이즈미다 히로히코 | 중의원 / 자유민주당(니카이파)   | 내각부, 국토교통대신 정무관 겸임 / 재임명 |
| 내각부대신 정무관   | 야마다 다로       | 참의원 / 자유민주당(무파벌)     | 디지털대신 정무관 겸임 / 재임명           |
| 내각부대신 정무관   | 미야지 다쿠마     | 중의원 / 자유민주당(모리야마파) |                                           |
| 내각부대신 정무관   | 고테라 히로오     | 중의원 / 자유민주당(니카이파)   | 재임명 2021년 11월 10일 임명              |
| 내각부대신 정무관   | 시마무라 다이     | 참의원 / 자유민주당(무파벌)     | 후생노동대신 정무관 겸임 / 재임명         |
| 내각부대신 정무관   | 요시카와 유미     | 참의원 / 자유민주당(아베파)     | 경제산업대신 정무관 겸임 / 재임명         |
| 내각부대신 정무관   | 호사카 야스시     | 중의원 / 자유민주당(무파벌)     | 환경대신 정무관 겸임 / 재임명             |
| 내각부대신 정무관   | 나카소네 야스타카 | 중의원 / 자유민주당(니카이파)   | 방위대신 정무관 겸임                      |
| 내각부대신 정무관   | 무네키요 고이치   | 중의원 / 자유민주당(아베파)     | 부흥대신 정무관 겸임 / 재임명             |
| 내각부대신 정무관   | 이즈미다 히로히코 | 중의원 / 자유민주당(니카이파)   | 부흥, 국토교통대신 정무관 겸임 / 재임명   |
| 내각부대신 정무관   | 다카하시 하루미   | 참의원 / 자유민주당(아베파)     | 부흥, 문부과학대신 정무관 겸임 / 재임명   |
| 내각부대신 정무관   | 이와타 가즈치카   | 중의원 / 자유민주당(기시다파)   | 부흥, 경제산업대신 정무관 겸임 / 재임명   |
| 총무대신 정무관     | 하토야마 지로     | 중의원 / 자유민주당(니카이파)   | 재임명                                    |
| 총무대신 정무관     | 와타나베 고이치   | 중의원 / 자유민주당(기시다파)   | 재임명                                    |
| 총무대신 정무관     | 미우라 야스시     | 참의원 / 자유민주당(모테기파)   | 재임명                                    |
| 법무대신 정무관     | 가다 히로유키     | 참의원 / 자유민주당(아베파)     | 재임명                                    |
| 외무대신 정무관     | 우에스기 겐타로   | 중의원 / 자유민주당(아베파)     | 재임명                                    |
| 외무대신 정무관     | 혼다 다로         | 중의원 / 자유민주당(무파벌)     | 재임명                                    |
| 외무대신 정무관     | 미야케 신고       | 참의원 / 자유민주당(무파벌)     | 재임명                                    |
| 재무대신 정무관     | 고무라 마사히로   | 중의원 / 자유민주당(아소파)     | 재임명                                    |
| 재무대신 정무관     | 후지와라 다카시   | 중의원 / 자유민주당(아베파)     |                                           |
| 문부과학대신 정무관 | 와니부치 요코     | 중의원 / 공명당                 | 재임명                                    |
| 문부과학대신 정무관 | 다카하시 하루미   | 참의원 / 자유민주당(아베파)     | 부흥, 내각부대신 정무관 겸임 / 재임명     |
| 후생노동대신 정무관 | 후카자와 요이치   | 중의원 / 자유민주당(기시다파)   |                                           |
| 후생노동대신 정무관 | 시마무라 다이     | 참의원 / 자유민주당(무파벌)     | 내각부대신 정무관 겸임 / 재임명           |
| 농림수산대신 정무관 | 시모노 로쿠타     | 참의원 / 공명당                 |                                           |
| 농림수산대신 정무관 | 미야자키 마사오   | 참의원 / 자유민주당(니카이파)   | 재임명 2021년 11월 10일 임명              |
| 경제산업대신 정무관 | 요시카와 유미     | 참의원 / 자유민주당(아베파)     | 내각부대신 정무관 겸임 / 재임명           |
| 경제산업대신 정무관 | 이와타 가즈치카   | 중의원 / 자유민주당(기시다파)   | 부흥, 내각부대신 정무관 겸임 / 재임명     |
| 국토교통대신 정무관 | 가토 아유코       | 중의원 / 자유민주당(무파벌)     | 재임명                                    |
| 국토교통대신 정무관 | 기무라 지로       | 중의원 / 자유민주당(아베파)     | 재임명                                    |
| 국토교통대신 정무관 | 이즈미다 히로히코 | 중의원 / 자유민주당(니카이파)   | 부흥, 내각부대신 정무관 겸임 / 재임명     |
| 환경대신 정무관     | 나카가와 야스히로 | 참의원 / 공명당                 |                                           |
| 환경대신 정무관     | 호사카 야스시     | 중의원 / 자유민주당(무파벌)     | 내각부대신 정무관 겸임 / 재임명           |
| 방위대신 정무관     | 이와모토 쓰요히토 | 참의원 / 자유민주당(니카이파)   | 재임명                                    |
| 방위대신 정무관     | 나카소네 야스타카 | 중의원 / 자유민주당(니카이파)   | 내각부대신 정무관 겸임                    |

## 세력 조견표
| 명칭       | 세력 | 국무대신 | 부대신 | 정무관 | 보좌관 | 기타                                                 |
| ---------- | ---- | -------- | ------ | ------ | ------ | ---------------------------------------------------- |
| 아베파     | 95   | 4        | 6      | 7      | 1      | 총무회장, 참의원 간사장, 중의원 의장, 국회대책위원장 |
| 무파벌     | 56   | 2        | 3      | 6      | 0      | 정무조사회장, 간사장 대행                            |
| 모테기파   | 54   | 4        | 3      | 1      | 0      | 간사장, 참의원 의원회장                              |
| 아소파     | 51   | 3        | 5      | 1      | 0      | 부총재, 참의원 의장                                  |
| 기시다파   | 44   | 5→4      | 2      | 3      | 2      | 자유민주당 총재                                      |
| 니카이파   | 43   | 2        | 2      | 6      | 0      |                                                      |
| 다니가키G  | 14   | 0        | 0      | 0      | 1      | 선거대책위원장                                       |
| 이시바G    | 10   | 0        | 1      | 0      | 0      |                                                      |
| 모리야마파 | 7    | 0        | 1      | 1      | 0      |                                                      |
| 공명당     | 60   | 1        | 3      | 3      | 0      |                                                      |
| 민간       | /    | 0        | 0      | 0      | 1      |                                                      |
| 계         | /    | 21→20    | 26     | 28     | 5      | /                                                    |

※ 굵은 글씨는 자민당 5역
※ 관례에 따라 파벌에서 이탈 중인 중의원 의장 호소다 히로유키(아베파)와 참의원 의장 오쓰지 히데히사(아소파), 당 간부를 파벌 소속 의원에 포함한다.
※ 니카이파 회원에 무소속 미타조노 사토시를 포함한다.
※ 다니가키 그룹 및 이시바 그룹은 타 파벌과의 겸임 소속 의원을 제외한다.

## 주해
1. ↑  2022년 8월 1일 이후